# Wezykulina
Niektóre z zamieszczonych tu informacji wymagają weryfikacji.
 Po wyeliminowaniu niedoskonałości należy usunąć szablon [[Szablon:Dopracować|]] z tego artykułu.
Wezykulina - wchodzi w skład lepkiej, zasadowej wydzieliny pęcherzyków nasiennych, których ujście znajduje się w końcowym odcinku nasieniowodów zwanych bańkami nasieniowodów. Powoduje koagulację nasienia, zapobiegając w ten sposób jego wypływaniu z pochwy.